# Ciledug Tengah
Ciledug Tengah is een bestuurslaag in het regentschap Cirebon van de provincie West-Java, Indonesië. Ciledug Tengah telt 4187 inwoners (volkstelling 2010).